# Palacio del rey de Roma

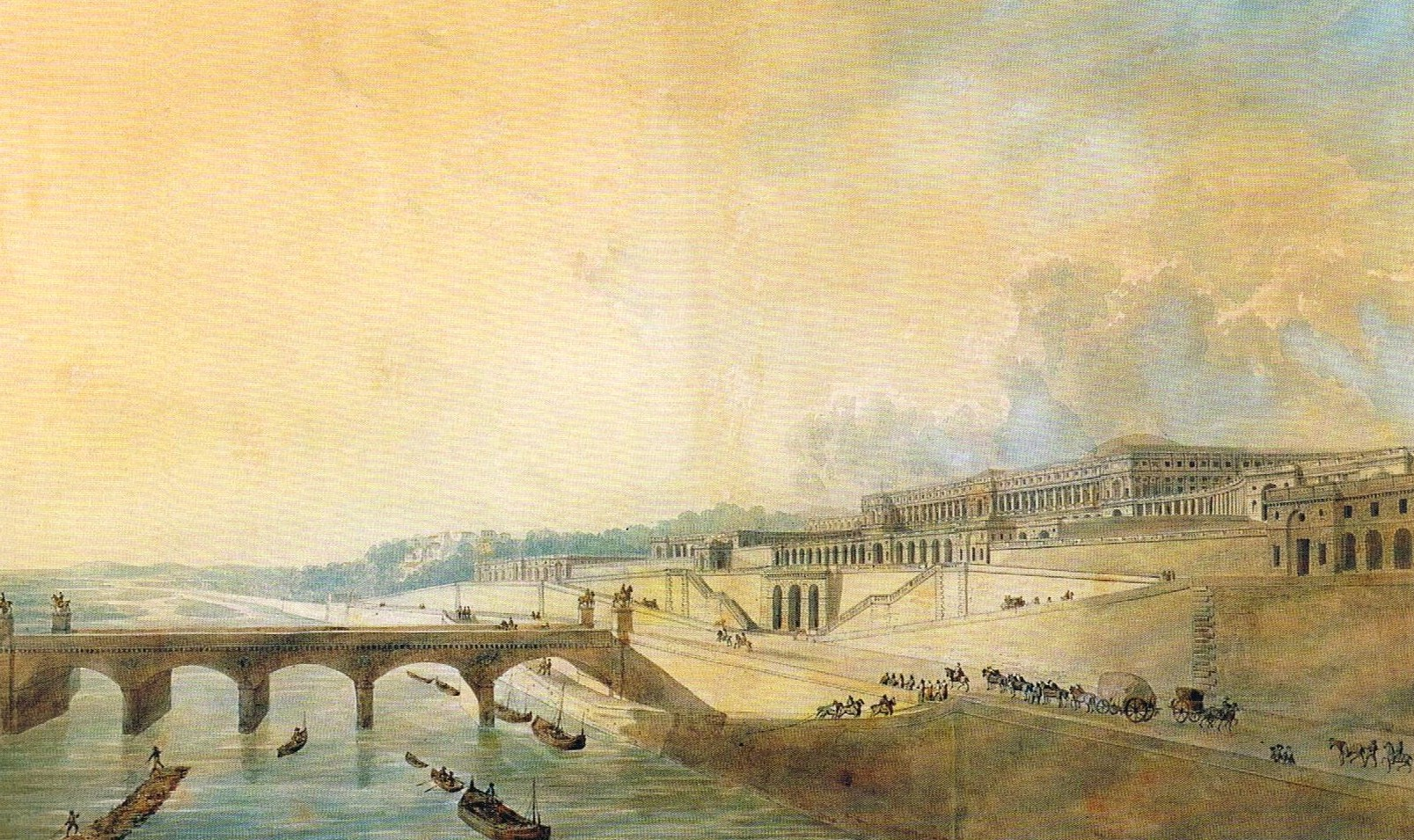
Vista desde el Sena

El nombre de palacio del rey de Roma designa dos edificios destinados a ser la residencia del rey de Roma, el futuro hijo del emperador Napoleón I: el primero fue un palacio inmenso, proyectado en París en la Colina de Chaillot que no se llegará a construir nunca; y el segundo, otro palacio más pequeño edificado en Rambouillet a partir del antiguo edificio de gobierno.
En febrero de 1811, antes del nacimiento de su hijo, Napoleón I decidió la construcción de un gran palacio en París y lo bautizó como «palacio del rey de Roma». Ese edificio tenía que ser el centro magnífico de una ciudad imperial administrativa y militar. Aunque su constructor, el arquitecto Pierre-François-Léonard Fontaine, lo calificó como «la obra más vasta y extraordinaria de nuestro siglo», el palacio nunca se construyó.

## El palacio del rey de Roma de Chaillot

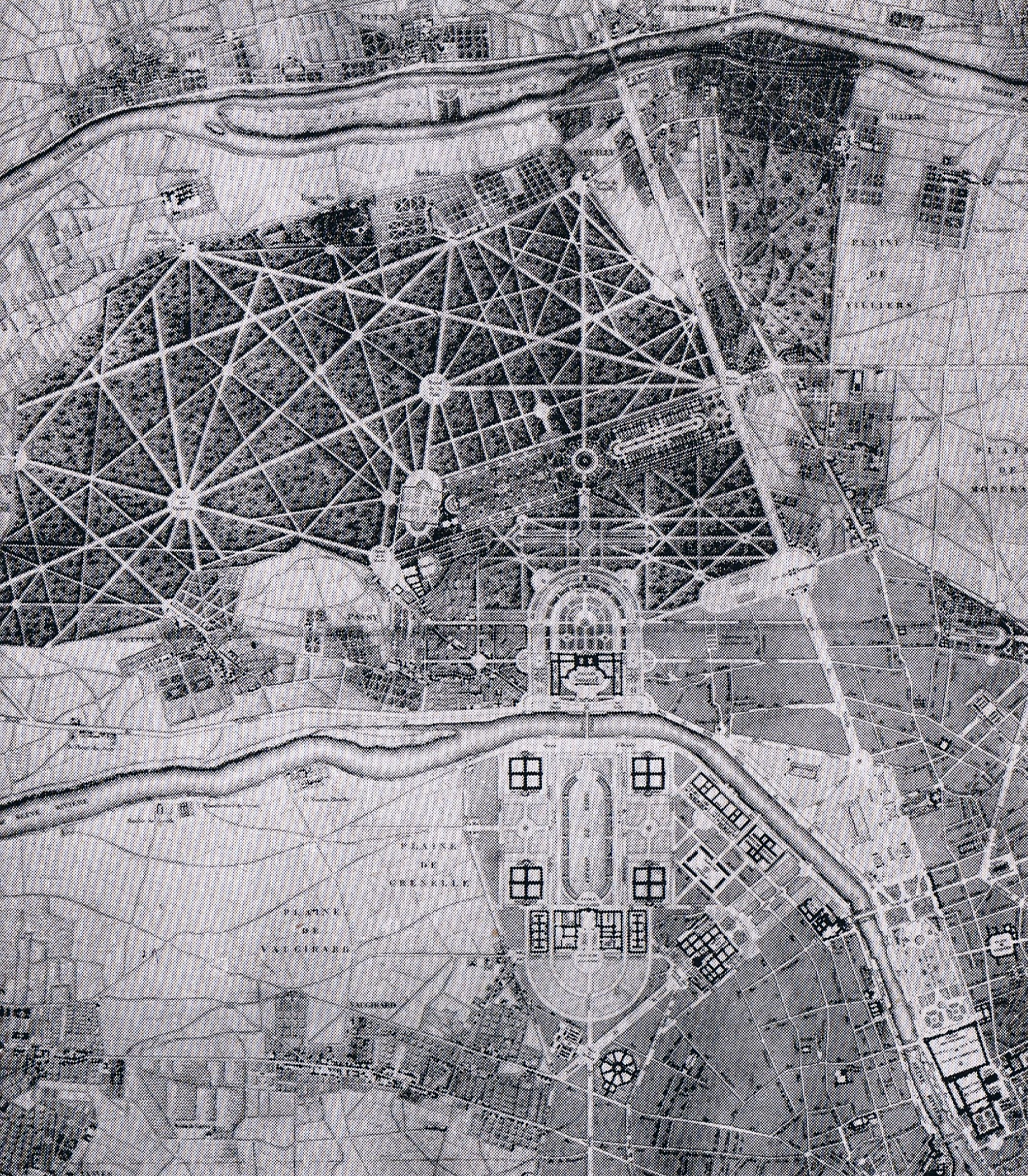
Mapa del palacio del rey de Roma en París

### El palacio
El palacio, diseñado por los arquitectos Percier y Fontaine, tenía que expandirse en anfiteatros en el eje del puente del Sena, del Campo de Marte y de la Escuela Militar, en la parte más alta de la montaña para subrayar la grandeza del palacio y permitir disfrutar de las mejores vistas. El cuerpo principal del palacio iba a ser un gran rectángulo en cuya parte central se dispondría un amplio salón de fiestas. Dos patios, adornados con fuentes, dispuestos a la derecha y a la izquierda del salón de fiestas, permitirían llevar luz hacia las escaleras, la sala de espectáculos, la capilla y todas las comunicaciones del servicio interior del palacio. La fachada tendría 400 metros y sería accesible mediante una serie de rampas de acceso. La entrada se habría hecho por una columnata elíptica, abrazando el patio principal y el salón de fiestas destinado a recibir a los reyes aliados del emperador. Los apartamentos de recepción se habrían situado en la fachada sur, ya que la fachada norte, orientada hacia los jardines, recibía de un lado los apartamentos del emperador y del otro los de la emperatriz con sus propias dependencias.

### Los jardines
El bois de Boulogne tenía que expandirse desde la llanura de Longchamp. Anexado al palacio homónimo, tenía que ser su parque. Una desviación del Canal del Ourcq tenía que llevar agua hasta las partes más bajas de los parterres, en los jardines, patios y dependencias.

## El palacio del rey de Roma de Rambouillet

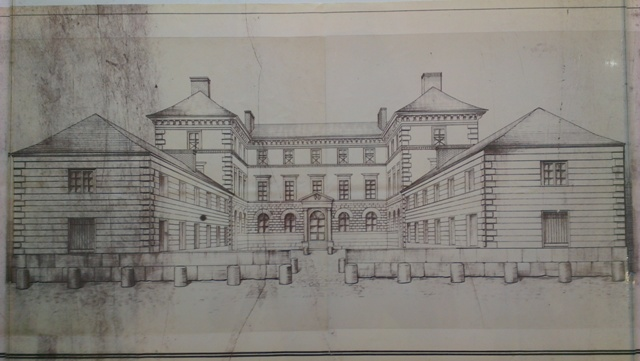
El palacio del rey de Roma en Rambouillet

Construido bajo las órdenes de Luis XVI entre 1784 y 1785 por el arquitecto Jacques-Jean Thénevin y el pintor Hubert Robert, el hotel de gobierno de Rambouillet fue dañado en gran parte durante la Revolución francesa, y fue vendido como bien nacional en 1797 al diputado de Saint-Domingue, Joseph-Yvon Paulian. Este vendió el mobiliario e hizo desmontar una parte del edificio. En 1804 cuando Paulian decayó, el hotel era una ruina.
El emperador encargó el arquitecto Auguste Famin, ganador del Premio de Roma en 1801, alumno de Percier y de Fontaine, reconstruirlo y transformarlo en palacio. La obra fue empezada el 23 de septiembre de 1806 y se interrumpió en 1814, cuando Napoleón abdicó. Se borraron las marcas y signos del imperio y el palacio se transformó en un museo que alberga una de las colecciones más importantes de objetos napoleónicos.